# Pallacanestro Messina
Pallacanestro Messina fue un club de baloncesto con sede en la ciudad de Mesina, en Sicilia, que jugó una temporada en la Serie A, la máxima competición del baloncesto italiano.

## Historia
En el año 2000, la Cestistica Barcellona, equipo de la Serie A2, es transferida a la ciudad de Mesina, en Sicilia, asumiendo la denominación de Pallacanestro Messina. En la temporada 2002-03 llega a la final del playoff, en la que cae ante el Teramo Basket, con una única plaza de ascenso a la Serie A en juego. Pero tras la renuncia del Virtus Bologna por problemas económicos, es ascendido también a la máxima categoría.
En la Temporada 2003-04 acabó finalmente en última posición, descendiendo de categoría y poniendo fin a su trayectoria.

## Trayectoria
| Temporada | Denominación          | serie   | pos. | Pts. | P  | G  | P  | PF   | PC   | postemporada             |
| --------- | --------------------- | ------- | ---- | ---- | -- | -- | -- | ---- | ---- | ------------------------ |
| 2003-2004 | Sicilia Messina       | A1      | 18   | 16   | 34 | 8  | 26 | 2768 | 3024 | desciende a Legadue      |
| 2002-2003 | Pallacanestro Messina | LegADue | 3    | 40   | 32 | 20 | 12 | 2711 | 2574 | elim. final play-off     |
| 2001-2002 | Pallacanestro Messina | LegADue | 2    | 48   | 36 | 24 | 12 | 3127 | 2991 | elim. semifinal play-off |
| 2000-2001 | Media Broker          | A2      | 9    | 22   | 36 | 11 | 25 | 2910 | 3112 | elim. semifinal play-off |

## Patrocinadores
- 2000-2001: MediaBroker.
- 2003-2004: Sicilia.

## Jugadores destacados
- Gerrod Abram 2 temporadas: '99-'01
- Marques Bragg 2 temporadas: '99-'00, '02-'03
- Malcolm Mackey 1 temporada: '00-'01
- Scooter Barry 1 season: '00-'01
- Chris Carrawell 1 temporada: '00-'01
- Brian Oliver 2 temporadas: '01-'03
- Lamarr Greer 1 temporada: '01-'02
- Sharif Fajardo 1 season: '01-'02
- Matt Bonner 1 temporada: '03-'04
- Marlon Garnett 1 temporada: '03-'04
- Marquis Estill 1 temporada: '03-'04
- Leonardo Busca 1 temporada: '03-'04
- Vincent Yarbrough 1 temporada: '03-'04